# Giovane in fuga dalla cattura di Cristo
Il Giovane in fuga dalla cattura di Cristo è un dipinto a olio su tela (67x54  cm) copiato da un perduto originale di Correggio, databile al 1522 circa e conservato nella Galleria nazionale di Parma. 

## Storia e descrizione
L'opera proviene dalla collezione parmense Dalla Rosa-Prati ed è una copia cinquecentesca di un originale perduto del Correggio eseguita probabilmente da un artista emiliano. La prima citazione di una piccola copia da Correggio rappresentante questo soggetto si trova nell'inventario, steso nel 1569 a Roma, della collezione di Girolamo Garimberti da Parma, vescovo di Gallese ("Un altro quadretto in tela, poco maggiore, d'un san Giovanni che fugge quando Cristo vien preso nell'orto, cavato dal Correggio"). Il soggetto è decisamente insolito nella tradizione iconografica italiana. Si tratta di un episodio che è narrato solo nel Vangelo di Marco: nel momento della cattura nell'orto del Getsemani, una volta che tutti i discepoli hanno abbandonato Cristo, l'evangelista specifica che "Dietro a Gesù veniva un ragazzo, coperto soltanto da un lenzuolo. Le guardie cercarono di prenderlo, ma egli lasciò cadere il lenzuolo e scappò via nudo" (Mc 14, 51-52). Questo passo del Vangelo ha rappresentato da sempre un difficile problema esegetico per l'identità del giovane fuggitivo e per il significato del suo gesto. Una delle letture voleva che il neaniskos fosse Giovanni, il più giovane dei discepoli e quello prediletto da Cristo colui che, quindi, lo avrebbe abbandonato per ultimo nel momento drammatico della cattura. Secondo un'altra lettura il giovane era lo stesso Marco, figlio della vedova benestante Maria, che metteva a disposizione del Maestro la sua casa in Gerusalemme e l'annesso orto degli ulivi. Tale passo del Vangelo secondo Marco è stato comunque oggetto di speculazioni di ogni genere, pur senza alcuna prova al riguardo, e si è anche supposto che il giovane fuggito nudo potesse essere - tra gli altri, oltre a Marco e Giovanni di Zebedeo - Giacomo il fratello di Gesù o un angelo o Gesù stesso o "un omosessuale che era venuto per un incontro privato con Gesù [e per questo era seminudo]". Il teologo Raymond Brown, ritiene che "queste ipotesi siano null'altro che immaginativi voli di fantasia" e osserva altresì, oltre alla mancanza di alcuna prova in merito, come sia improbabile che il fuggitivo fosse uno dei Dodici (come Marco o Giovanni) sia perché "il versetto precedente indica che tutti i discepoli erano già fuggiti", sia perché "nella logica della narrativa sicuramente egli non avrebbe potuto andare all'Ultima Cena con gli altri discepoli di Gesù, indossando solo un lenzuolo [sindōn] per coprire la propria nudità"; l'episodio, come precisa Brown, è probabilmente simbolico, introdotto nel Vangelo di Marco per sottolineare che "il tentativo del giovane [come nuovo discepolo] di seguire Gesù nella sua prova [peirasmos] è un misero fallimento; quando Gesù è arrestato, egli è così ansioso di scappare che lascia nelle mani dei suoi rapitori l'unico abito che indossa e sceglie il totale disonore di fuggire nudo, una fuga anche più disperata di quella scelta dagli altri discepoli. La nudità non è qualcosa di positivo, come interpretazione simbolica; è qualcosa da evitare, come in Mt25,36; Gv21,7; Giac2,15; Ap3,17 e Ap16,15 ".
Se la copia della Galleria Nazionale è fedele all'originale, sembra che il Correggio accogliesse la prima linea interpretativa. Il lenzuolo rosso che vola via dalla figura del ragazzo in fuga sta infatti a suggerire la sua identificazione con san Giovanni.
La figura del fuggitivo si trova in altre rappresentazioni della Cattura di Cristo, quali la miniatura di Jean Fouquet nel libro d'ore di Étienne Chevalier (immagine), l'incisione della Bibbia Malermi e le incisioni di Dürer (Grande Passione) e Cranach. Tuttavia è il Correggio il primo artista in assoluto a fare di questo episodio il soggetto principale della scena della Cattura.
Questo dipinto godette di grande fortuna critica e figurativa, come attestano le numerose copie che si registrano negli inventari (solo a Roma  se ne trovavano entro la metà del Seicento tre: una fra i beni del Cardinal Sforza, un'altra nella collezione Barberini e una presso Pietro da Cortona). Per il critico francese Andrée Félibien la copia Barberini sarebbe stata un originale del Correggio e "la plus finie que j'aie vue de lui... si belle que je ne me souvens pas d'avoir rien vu de pareil".

## La versione Barberini
Nel 2021 la dr.ssa Olga Piccolo, storica dell'arte, nel saggio pubblicato sulla rivista Ricche Minere edizioni Scripta nr 15/2021 ha ricostruito la storia della versione del medesimo soggetto proveniente dalla collezione dei Principi Barberini, unico tra i vari soggetti realizzati su tavola di noce. Scoperto nel 1934 dallo storico dell'arte Aldo Venturi, viene esposto nel 1935 alla mostra al museo della Pilotta a Parma come l'originale perduto del Correggio. Pubblicato da A.C. Quintavalle, nella "Collana classici dell'arte Rizzoli L’opera completa del Correggio", Milano 1970, p. 111, cat. 88;